# Adriano Romualdi
Pour les articles homonymes, voir Romualdi.
Adriano Romualdi, né le 9 décembre 1940 à Forlì et mort le 12 août 1973 à Rome, est un historien, germaniste, essayiste et journaliste italien.

## Biographie
Il est le fils de Pino Romualdi (1913-1988).
Il se forme à l'université de Rome « La Sapienza », où il suit les cours d'Augusto del Noce et de l'historien Renzo de Felice. Sous la direction de celui-ci, il soutient sa thèse de doctorat en histoire contemporaine, consacrée à la Révolution conservatrice allemande.
En 1970, il devient maître-assistant en histoire contemporaine à l'université de Palerme.
Ses travaux académiques portent principalement sur l'histoire et l'origine des Indo-européens, sur Platon, Nietzsche, la Révolution conservatrice allemande, sur « l'essence du fascisme » et sur le « fascisme comme phénomène européen ».
Dès le début de ses études, il entre au FUAN (Fronte universitario di azione nazionale), où il est rapidement chargé de l'orientation culturelle de l'organisation. Il va devenir l'un des principaux leaders intellectuels de la tendance radicale, nationale-révolutionnaire, mais résolument légaliste de la Droite radicale, dont, notamment, les anciens militants du Centro Studi Ordine Nuovo rentrés au MSI en 1969. C'est la raison pour laquelle il restera membre du MSI jusqu'à son décès. La base de sa ligne politique reposait sur le livre Les Hommes au milieu des ruines de Julius Evola.
Il épouse une Allemande, Else Romualdi, employée à la bibliothèque de l’Institut italien d'études germaniques de Rome, avec qui il a deux enfants. Il décède en 1973 dans un accident de voiture.
Juste avant son décès, il publie La  « nouvelle culture » de Droite, un essai très critique envers le nouveau responsable culturel du MSI, l'ex-marxiste Armando Plebe. Romualdi reproche au philosophe d'être un anticommuniste bourgeois, qui n'a pas renié ses racines matérialistes et athées, qui resterait un libéral et ne pourrait en aucun cas être qualifié d'homme de Droite.
Pour Romualdi, il importe de penser l’avenir en termes européens et non plus simplement italiens. Même s'il est très marqué par un anticommunisme radical, il propose une séparation de l'Europe d'avec les deux blocs issus de la guerre froide, dans une politique autonome dirigée aussi bien contre les USA que contre l'URSS. Il défend un concept d'Europe-Nation en gestation : « seuls une Europe unie et un nationalisme de la Nation-Europe peuvent représenter une alternative révolutionnaire valable ».
Un élément indispensable à la construction d'une société organique est, pour Romualdi la création d'une nouvelle élite. C'est dans cet esprit qu'il a créé et animé des groupes restreints de réflexion et de formation de cadres, tel le groupe « Révolution conservatrice », qui sera rebaptisé « Le Solstice ».
Adriano Romualdi était proche de Julius Evola et le connaissait personnellement. Il publia une bibliographie autorisée du philosophe en 1966. Après son décès, Evola, malgré certaines critiques à son endroit (comme sur la notion de transcendance, trop négligée par Romualdi selon lui) lui rendit hommage, écrivant que la Droite intellectuelle perdait l'un de ses jeunes esprits les plus brillants.

## Œuvres

### En italien
- Platone [« Platon »], 1965 ; 1992
- Perché non esiste una cultura di destra [« Pourquoi il n'existe pas une culture de droite »], 1965
- Julius Evola: l'uomo e l'opera [« Julius Evola : l'homme et l'œuvre »], 1966 ; 1979
- Su Evola [« Sur Evola »], 1998
- Nietzsche e la mitologia egualitaria [« Nietzsche et la Mythologie égalitaire »], 1971 ; 1981
- Oltre il nichilismo [« Au-delà du nihilisme »], 1971
- Sul problema d'una Tradizione europea [« Sur le problème d'une Tradition européenne »], 1973
- Idee per una cultura di destra [« Idées pour une culture de droite »], 1973
- La destra e la crisi del nazionalismo [« La Droite et la Crise du nationalisme »], 1987
- Le ultime ore dell'Europa [« Les Dernières Heures de l'Europe »], 1976 ; 2004
- Gli Indoeuropei: origini e migrazioni [« Les Indo-Européens : origines et migrations »], 1978
- Avec Guido Giannettini (it) et Mario Prisco, Drieu La Rochelle: il mito dell'Europa [« Drieu La Rochelle : le mythe de l'Europe »], 1965
- Correnti politiche e ideologiche della destra tedesca dal 1918 al 1932 [« Courants politiques et idéologiques de la droite germanique de 1918 à 1932 »], 1981 ; 2013  (ISBN 978-8861481091)
- Il fascismo come fenomeno europeo [« Le Fascisme comme phénomène européen »], 1984 ; 2013
- Una cultura per l'Europa [« Une culture pour l'Europe »], 1986
- Primo schema costituzionale per uno stato dell'Ordine Nuovo [« Ébauche d'une constitution pour un État d'Ordre nouveau »], 1998
- Lettere ad un amico [« Lettres à un ami »], 2013

### Œuvres traduites en français
- La Droite et la crise du nationalisme  (trad. Georges Gondinet), Paris, Totalité, 1982, 36 p. (OCLC 775780242, BNF 34739943, SUDOC 000720933) ; rééd. Sentiers Perdus, 2022.
- « Projet pour un État nouveau en 24 points »  (trad. Philippe Baillet), Totalité, no 23,‎ 1985, p. 85-97 (ISSN 0152-6510).
- Julius Evola, l'homme et l'œuvre  (trad. Philippe Baillet), Puiseaux/Paris, Pardès/ éd. de la Maisnie, 1985, 170 p. (ISBN 2-85707-163-9 et 2-86714-005-6).
- La question d'une tradition européenne  (trad. Philippe Baillet), Saint-Genis-Laval,  éd. Akribeia, 2014, 104 p. (ISBN 978-2-913612-53-2 et 2-913612-53-9).
- « La culture de droite entre imposture et authenticité », dans Philippe Baillet, De la confrérie des bons Aryens à la nef des fous : pour dire adieu à la droite radicale française, Saint-Genis-Laval, Éditions Akribeia, 2018 (ISBN 2-913612-69-5 et 978-2-913612-69-3), p. 7-70.
- La « Migration nordique » en Italie — Premiers Latins et Vénètes du Val Camonica aux monts albains, [trad. Philippe Baillet], préface de Jean Haudry, Aidôs, Saint-Genis-Laval, 2020, 77 p.